# PixARK
PixArk est un jeu vidéo de survie sorti le 27 mars 2018 en accès anticipé pour Microsoft Windows. Il s'agit d'un spin-off d'Ark: Survival Evolved. Le jeu peut être joué en mode solo et multijoueur.

## Système de jeu
Le joueur se trouve sur une île peuplée de plus de 100 espèces de dinosaures différentes. Ceux-ci peuvent être tués ou apprivoisées et montées. De plus, le joueur doit assurer sa survie en minant des ressources, en fabriquant des objets, en construisant des structures et en se défendant contre les animaux ennemis et les autres joueurs. Le monde est composé de voxels individuels, de sorte que le joueur peut manipuler et adapter le monde en supprimant ou en ajoutant des blocs. Le monde a plusieurs zones telles que la jungle, le désert et les grottes et elle est générée de manière procédurale, elle n'est donc pas préfabriquée. De même, le système de quête est procédural et crée toujours de nouveaux défis. En plus du mode survie, le joueur peut également se concentrer sur la construction en mode créatif sans être attaqué et collecter des ressources.

## Développement et publication
Snail Games a annoncé une coopération avec le développeur d' Ark: Survival Evolved, le studio Wildcard . Le jeu a été annoncé le 25 janvier 2018 avec une bande-annonce,.
PixARK est sorti en mars 2018 dans une version à accès anticipé pour Microsoft Windows et Xbox One . La version de lancement complète a été publiée le 31 mai 2019 pour Microsoft Windows et Xbox One, ainsi que des versions pour PlayStation 4 et Nintendo Switch.